# Emilio Cipriani
Emilio Cipriani (Firenze, 16 settembre 1814 – Roma, 16 giugno 1883) è stato un medico e politico italiano.
Fu senatore del Regno d'Italia dalla XIV legislatura.

## Biografia
Medico a Costantinopoli, ai primo moti del 1859 tornò in Toscana, nel 1862 partecipò all'estrazione della palla dalla gamba di Garibaldi nella giornata dell'Aspromonte, fu capo del corpo sanitario durante la spedizione garibaldina del 1867, nel 1878 ritornò a Costantinopoli e vi rimase fino alla sua nomina a senatore del regno, massone, fu membro della loggia di Costantinopoli "Italia Risorta", appartenente al Grande Oriente d'Italia e del  Conclave Kadosh di Rito scozzese antico ed accettato di Livorno, del quale fu deputato all'Assemblea costituente del Grande Oriente d'Italia del 1863.